# Rhysotritia corletti
Rhysotritia corletti is een mijtensoort uit de familie van de Euphthiracaridae. De wetenschappelijke naam van de soort is voor het eerst geldig gepubliceerd in 2000 door Mahunka.